# 丰特利安特
丰特利安特，是西班牙卡斯蒂利亚-莱昂萨拉曼卡省的一个市镇。 总面积50平方公里，总人口145人（2001年），人口密度3人/平方公里。